# Challenger de Alicante
El Alicante Ferrero Challenger Open es un torneo profesional de tenis. Pertenece al ATP Challenger Tour. Se juega desde el año 2018. Del 2018 al 2020 se jugó en pistas de tierra batida y a partir de 2021 en dura en Villena, Alicante, España.

## Palmarés

### Individuales
| Año  | Campeón            | Finalista      | Resultado     |
| ---- | ------------------ | -------------- | ------------- |
| 2018 | Pablo Andújar      | Álex de Miñaur | 7–6(5), 6–1   |
| 2019 | Pablo Andújar      | Pedro Martínez | 6–3, 3–6, 6–3 |
| 2020 | Carlos Alcaraz     | Pedro Martínez | 7–6(8–6), 6–3 |
| 2021 | Constant Lestienne | Hugo Grenier   | 6–4, 6–3      |

### Dobles
| Año  | Campeones                            | Finalistas                         | Resultado        |
| ---- | ------------------------------------ | ---------------------------------- | ---------------- |
| 2018 | Wesley Koolhof Artem Sitak           | Guido Andreozzi Ariel Behar        | 6–3, 6–2         |
| 2019 | Thomaz Bellucci Guillermo Durán      | Gerard Granollers Pedro Martínez   | 2–6, 7–5, [10–5] |
| 2020 | Enzo Couacaud Albano Olivetti        | Íñigo Cervantes Oriol Roca Batalla | 4–6, 6–4, [10–2] |
| 2021 | Denys Molchanov David Vega Hernández | Romain Arneodo Matt Reid           | 6–4, 6–2         |